# Dudley de Chair
Dudley Rawson Stratford de Chair (ur. 30 sierpnia 1864 w Lennoxville (obecnie Sherbrooke), zm. 17 sierpnia 1958 w Brighton) – brytyjski żołnierz i działacz polityczny, admirał, w latach 1924–1930 gubernator Nowej Południowej Walii. 

## Życiorys

### Kariera wojskowa i polityczna
Wstąpił do Royal Navy jako szesnastoletni kadet i służył tam przez kolejne 43 lata. Jeszcze jako nastolatek wziął udział w wojnie brytyjsko-egipskiej w 1882. W 1897 został awansowany na stopień komandora, następnie kapitana (1902), wreszcie w 1916 został wiceadmirałem, a w 1920 admirałem. Był jednym z najwyższych dowódców brytyjskiej marynarki wojennej w czasie I wojny światowej, kierował m.in. blokadą wybrzeża Niemiec prowadzoną na Morzu Północnym.
W 1923 przeszedł w stan spoczynku i został mianowany na ceremonialny w znacznej mierze urząd gubernatora Nowej Południowej Walii. Zajmował to stanowisko przez sześć lat, od lutego 1924 do kwietnia 1930. Następnie powrócił do Anglii i przeszedł na emeryturę, podczas której poświęcił się pisaniu pamiętników. Zmarł w sierpniu 1958 roku, przeżywszy 92 lata. 

### Odznaczenia
Był kawalerem czterech spośród głównych brytyjskich orderów. Otrzymał Order Imperium Brytyjskiego klasy Rycerz Komandor (KBE), Order św. Michała i św. Jerzego klasy Rycerz Komandor (KCMG), Order Łaźni klasy Rycerz Komandor (KCB) oraz Królewski Order Wiktoriański klasy Kawaler (MVO). Odznaczenia te pozwalały mu dopisywać przed nazwiskiem tytuł Sir. Był także wyróżniany szeregiem orderów wojskowych. 

### Życie prywatne
W 1903 poślubił Enid Struben, z którą miał troje dzieci. Najmłodszym spośród nich był Somerset de Chair (1911–1995), wieloletni członek Izby Gmin.